# Aspidhampsonia villiersi
Aspidhampsonia villiersi är en fjärilsart som beskrevs av François Louis Nompar de Caumont de Laporte 1972. Aspidhampsonia villiersi ingår i släktet Aspidhampsonia och familjen nattflyn. Inga underarter finns listade i Catalogue of Life.